# Skip-Bo

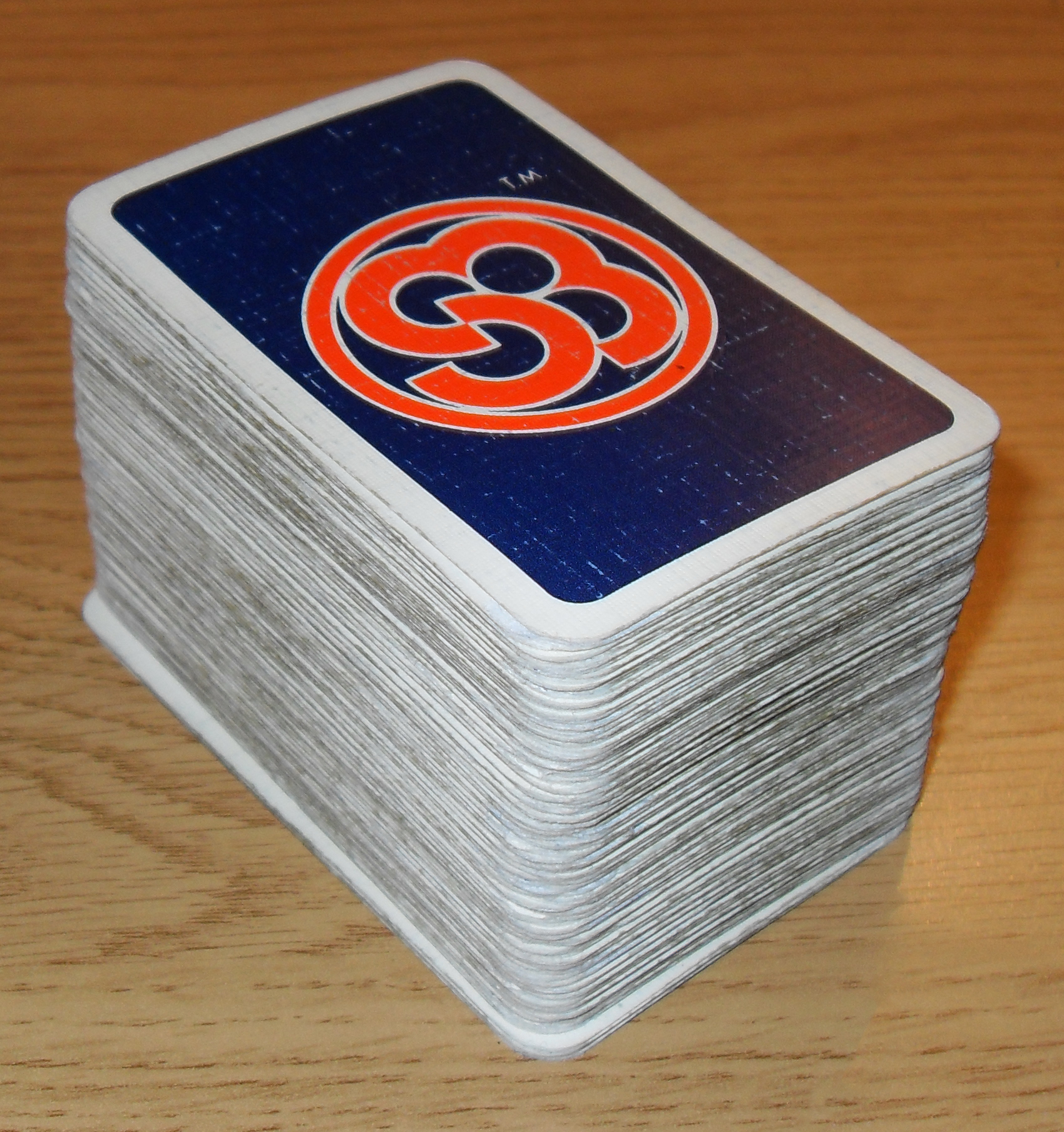
En välanvänd Skip-Bo-kortlek.

Skip-Bo är ett kommersiellt kortspel från 1967 som spelas med en speciell Skip-Bo-kortlek. Spelets ursprung är kortspelet Spite and malice. Spelet kan spelas av 2-6 spelare och är lämpligt från 7 år och uppåt. På förpackningen förekommer ett skämt om att spelet lämpar sig för åldern 8-88 år.
Skip-Bo finns sedan 1995 även som tärningsspel.

## Spelets mål
Spelet går ut på att först bli av med alla kort i grundhögen.

## Spelets inledning
Varje spelare får en grundhög med kort, 30 kort om man är 2-4 spelare och 20 om man är 5-6 spelare. Spelarna lägger grundhögen framför sig med nummersidan nedåt, utan att titta på korten. Sedan vänder alla på det översta kortet i högen. Överblivna kort läggs mitt på bordet, som en hög att dra, en draghög.

## Spelets gång
Man får bara spela kort från sin grundhög om man kan bygga på en bygghög mitt på bordet. Spelar man detta kort vänder man genast upp nästa kort i grundhögen, som då blir spelbart. Bygghögarna byggs upp genom att man lägger korten i ordning - med början från 1 och upp till 12. Skip-Bo-kort fungerar som jokrar och kan ersätta vilket kort som helst. När en 12:a (eller ett Skip-Bo-kort som representerar en 12:a) lagts på bygghögen är den bygghögen komplett och läggs åt sidan. På dess plats kan nu en ny bygghög byggas. Högst fyra bygghögar får förekomma samtidigt på bordet. Korten i den borttagna bygghögen blandas och läggs i draghögen när den tar slut.
Spelaren till vänster om given börjar med att dra fem kort från draghögen för att bilda en hand, men ordningen spelar ingen roll. Om man har en etta eller ett Skip-Bo-kort på handen eller överst i grundhögen får man starta en bygghög mitt på bordet. Man får lägga ut så många kort man kan under sin tur - från handen, sina slänghögar eller det vända kortet i grundhögen - men behöver inte lägga om man inte vill, men från slänghögarna kan man endast dra det översta. Spelar man ut alla kort man har på handen får man dra fem nya från draghögen. Man får max ha fem kort på handen samtidigt. När man sedan inte kan eller vill lägga ut fler kort, avslutar man sin omgång genom att lägga ner ett av sina kort framför sig på bordet i en personlig "slänghög" och plockar upp så många kort från grundhögen så att du har fem kort på handen. Varje spelare får ha upp till fyra egna slänghögar. I dessa högar behöver man inte lägga korten i någon speciell ordning. Man får vid avslutet lägga kortet i befintlig eller ny slänghögar. Som mest har man alltså tio spelbara kort att välja mellan. 

## Spelets slut
Den spelare som inte har några kort kvar i sin grundhög har vunnit, även om det ligger kort kvar i slänghögarna eller om det finns kort kvar i handen.

## Variationer

### Poäng
Man kan spela över flera omgångar och räkna poäng. Vinnaren i varje runda får 25 poäng plus fem poäng för varje kort som motståndarna har kvar i sina grundhögar. Först till 500 vinner.

### Parspel
Man kan spela Skip-Bo i par, parmedlemmarna får sitta bredvid varandra. 
Samma regler som i grundspelet används men när det blir en spelares tur så får han eller hon även använda de kort som deras medspelare har lagt i sina slänghögar och även de kort som finns den andres grundhög. Det är bara spelaren som står på tur som får lägga och medspelaren får inte hjälpa till med tips om vilka kort som borde läggas. Om medspelaren säger något ska den ta upp två kort från draghögen och lägga i sin grundhög. Ett lag vinner när de båda har slut på kort i sina grundhögar. Innan spelet börjar så bestämmer man om en spelare som har fått slut på kort i sin grundhög ska fortsätta att spela eller om lagkamraten nu får klara sig själv.